# 耶雷雷
耶雷雷（法語：Yéréré），是馬里的城鎮，位於該國西部，由卡伊區的尼奧羅省負責管轄，面積300平方公里，海拔高度205米，2009年人口14,408，人口密度每平方公里48.03人。